# Eischoll
Eischoll is een gemeente en plaats in het Zwitserse kanton Wallis, en maakt deel uit van het district Westlich Raron.
Eischoll telt 449 inwoners.